# NTChem
NTChemは、ab initio量子化学計算のためのコンピュータソフトウェアである。
ロースケーリング化されたハートリー＝フォック法、密度汎関数法の他、メラー＝プレセット法、結合クラスター法などの電子相関法、
スピン軌道相互作用を考慮した2成分相対論的電子状態計算を用いた電子状態計算、化学反応経路の効率的な計算や第一原理分子動力学などの様々な手法が実装されている。
NTChemは、数千原子分子系に対する第一原理電子状態計算や数百原子分子系の化学反応過程追跡計算を目指した、
大規模な分子系に対する第一原理量子化学計算のための量子化学パッケージであり、
スーパーコンピュータ「京」などのマルチコア超並列クラスタ計算システムの性能を引き出すことが可能な並列アルゴリズムが実装されている。現在、スーパーコンピュータ「富岳」への最適化を目指して開発が進められている。